# Beneventana

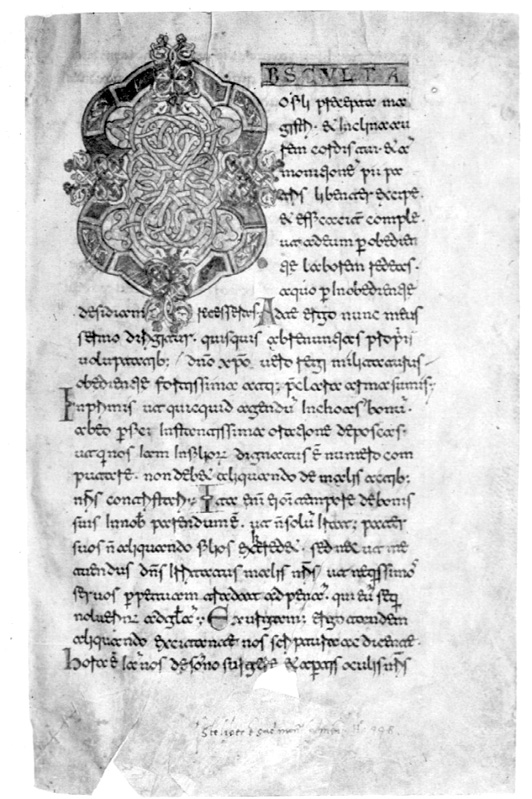
Seite der Regula Benedicti, datiert auf 1075–1090, aus der Bibliothek von Monte Cassino

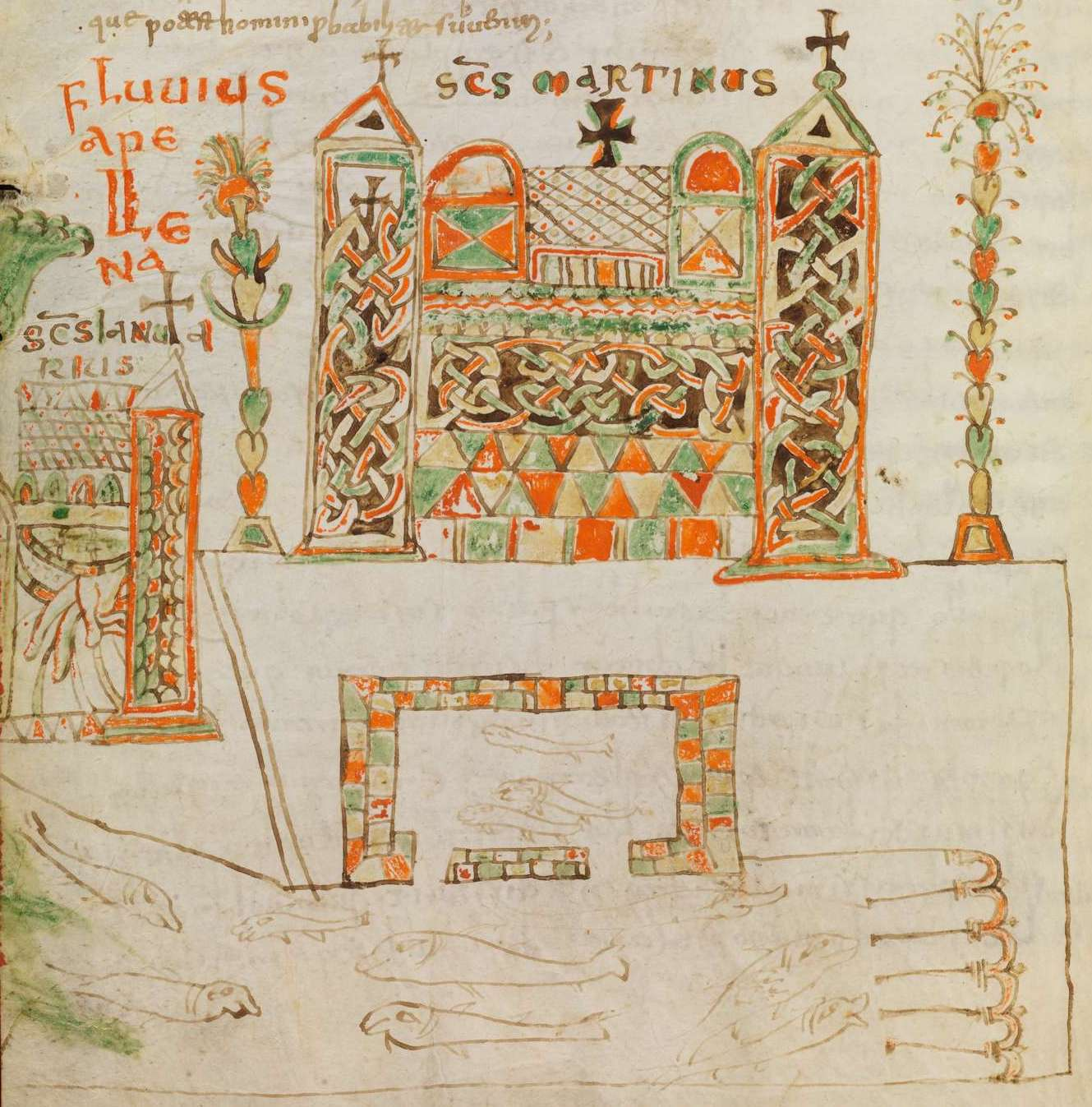
Institutiones des Cassiodor, Bamberg, Staatsbibliothek, Msc.Patr.61, fol. 29v.

Die Beneventana ist eine langobardische Buchschrift, die vor allem in Süditalien verbreitet war. Am bekanntesten ist der Stil von Monte Cassino.

## Name
Ihren Namen erhielt sie von Elias Avery Lowe nach dem Herzogtum Benevent in Süditalien, wo sie weit verbreitet war. Vereinzelt wird sie auch als Langobarda, Longobarda oder Longobardisca bezeichnet. Sie wurde von der älteren paläografischen Forschung zu den Nationalschriften gezählt.

## Verwendung und Aussehen
Sie ist vorrangig im Süden der Italienischen Halbinsel verwendet worden, wenn auch auf der dalmatinischen Adriaküste Schreibzentren nachgewiesen werden können. Die älteren Formen haben sich seit Mitte des 8. Jahrhunderts aus den süditalienischen Halbkursiven ausgeformt. Die jüngeren Formen sind vom 11. bis zum 13. Jahrhundert in Gebrauch. Einzelne Beispiele sind auch noch bis ins 16. Jahrhundert nachweisbar. Die beiden Hauptzentren, in denen die Schrift gepflegt wurde, sind das Kloster Monte Cassino und die Skriptorien in Bari. Der Bari-Typus ist eine Fortentwicklung des Typus, der in Monte Cassino im 10. Jahrhundert geschrieben worden ist.
In ihrer Hochphase im 11./12. Jahrhundert (Lowe) sind die in der Mitte gedrehten Schäfte der Buchstaben charakteristisch. Brechung und Bogenverbindungen gehören ebenfalls zu den kennzeichnenden Merkmalen. Die Schrift ist insgesamt ligaturenreich.
Leitbuchstaben sind:
- das „oc“-förmige a, das in den älteren Handschriften oben offen, in der Art eines „cc-a“ ausgeformt ist;
- das e mit langem Mittelstrich und Oberlänge, das dem doppelstöckigen, in der Mitte gekerbten c ähnlich ist, typisch für die Beneventana aus Bari;
- das g mit offener Rundung oben und unten;
- das pfahlförmige r in der älteren Form der Beneventana;
- das t mit links eingerolltem Querbalken, das mit einem nachfolgenden i in typischer Weise verbunden werden kann: Die „überschlagene“ t-i-Ligatur, die einer stehenden „8“ ähnlich sieht, bezeichnet den tsi-Laut (wie in amicitia), während die „liegende Acht“ für einfaches ti verwendet wird (wie in contineri). (Der Codex Patr. 61 aus Bamberg, die älteste Handschrift in Beneventana, hat diese Unterscheidung noch nicht.)

Typisch ist auch das Kürzungszeichen, das häufig über dem Kürzungsstrich einen Punkt setzt. Für schließendes m wird gerne ein über die Zeile gesetztes, einer „3“ ähnelndes Kürzel verwendet.

## Handschriften
Elias Avery Lowe und später Virginia Brown haben in umfangreichen Studien die in Beneventana geschriebenen Handschriften erfasst.
Zu den ältesten Zeugnissen gehört die Bamberger Cassiodor-Handschrift (Msc.Patr.61), die älteste und beste Überlieferung seiner Institutiones divinarum et saecularium litterarum. Ebenfalls bekannte Zeugnisse der Beneventana sind die Exultet-Rollen.